# Sophie's Revenge
Pour plus de détails, voir Fiche technique et Distribution.
Sophie's Revenge (非常完美, Fei chang wan mei) est un film sino-coréen de Eva Jin. Il est sorti en France en 2009.

## Fiche technique
- Titre : Sophie's Revenge
- Titre original : 非常完美 (Fei chang wan mei)
- Scénario et réalisation : Eva Jin
- Production : Zhang Ziyi
- Pays : Chine et Corée du Sud
- Genre : Comédie
- Année de production : 2009

## Distribution
- Zhang Ziyi
- So Ji-seob
- Ruby Lin